# Ambient
El ambient es un género musical, interpretado prioritariamente con instrumentos musicales electrónicos, en el cual se hace hincapié en el tono y la atmósfera sonora por encima de otros parámetros como la estructura musical o el ritmo. Las composiciones ambientales suelen tener una duración más extensa que las de otros géneros más populares, sobrepasando algunas piezas los 30 minutos.
Nacido en el Reino Unido en la década de 1970, aunque con antecedentes en Francia en el siglo XIX, su eclosión se vio favorecida por la creación de nuevos instrumentos y dispositivos de producción de sonidos electrónicos, como el sintetizador, y por el trabajo previo realizado en otros géneros y estilos musicales de carácter experimental. Composiciones realizadas por Mike Oldfield, Jean-Michel Jarre o Vangelis en la misma década fueron determinantes en la aparición del ambiente. Robert Fripp y Brian Eno popularizaron el término, mientras experimentaban con loops de cinta magnética, especialmente tras la aparición del álbum Ambient 1: Music For Airports en 1978. Ya en los años 1990 grupos y solistas como The Orb o Aphex Twin alcanzaron el éxito comercial con canciones de este género que ha seguido vigente hasta la actualidad.
Se dice que la música ambiental evoca una cualidad «atmosférica», «visual» o «discreta». En palabras de Brian Eno «la música ambiental debe ser capaz de dar cabida a muchos niveles de atención de escucha sin imponer uno en particular, debe ser tan ignorable como interesante». Según el musicólogo David Toop «el ambient es más una forma de escuchar que de hacer música».

## Historia

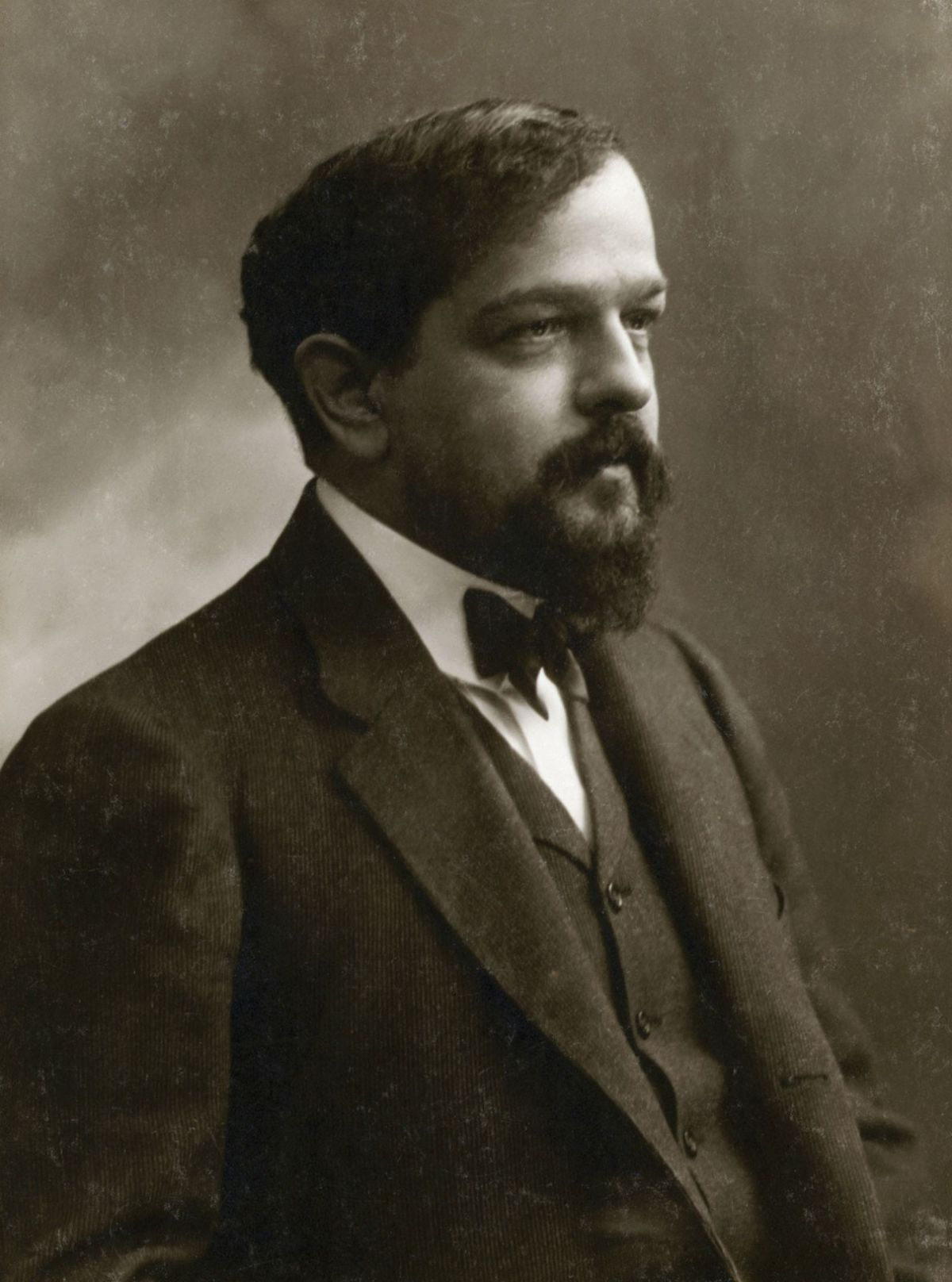
Claude Debussy

El ambient es un género muy amplio en el campo de la música contemporánea, sin embargo, cabe fichar que tiene sus raíces hacia finales del romanticismo.
El primer antecedente del género fue la asistencia del compositor Claude Debussy (1862-1918) a un concierto de música javanesa interpretada por un gamelán en la Exposición de París de 1889. Según el crítico musical David Toop este hecho supone el inicio del siglo XX musical y supone el primer antecedente del género.

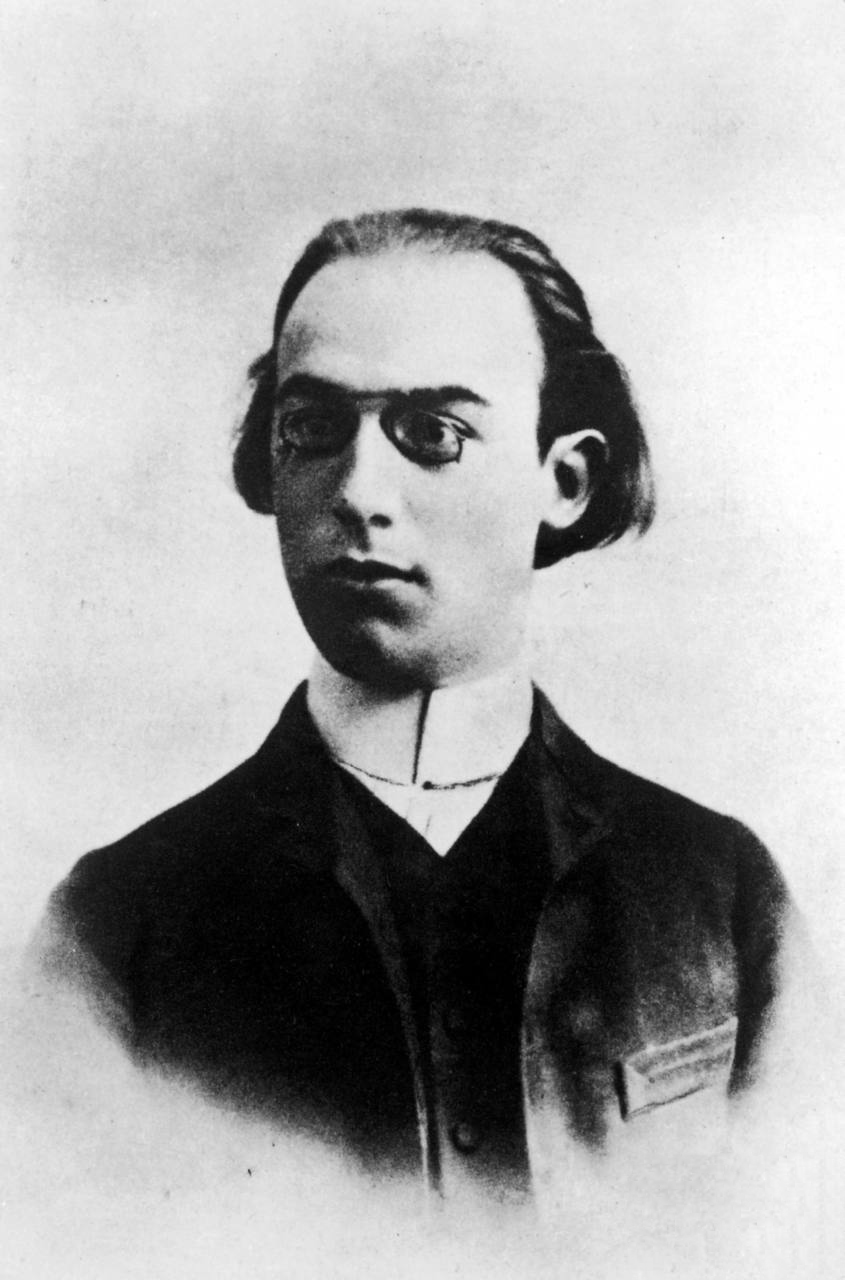
Erik Satie

En 1917 el también compositor francés Erik Satie (1866-1925) acuñó un término musical antecedente a la música ambiental: «música de mobiliario» («Musique d'ameublement»). El objetivo de estas piezas musicales era servir como música de fondo, interpretada por artistas en vivo, que acompañaban ciertos espacios o actos sociales sin que nadie les prestara atención. En la presentación de la primera pieza musical compuesta en este estilo se indica:

Les instamos a no tomar en cuenta la música y a comportarse en los intervalos como si nada sucediera. Esta música... pretende hacer una contribución a la vida en la misma manera que una conversación privada, una pintura en una galería, o la silla en la que usted puede o no estar sentado.
Erik Satie, 8 de marzo de 1920, París.

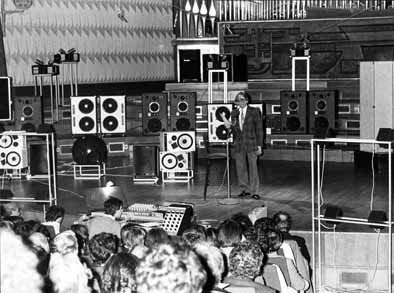
Pierre Schaeffer

La música y teoría inicial del soundscape electrónico provienen del trabajo del musicólogo Pierre Schaeffer (1910-1995), considerado el inventor de la música concreta, quien siguió a los futuristas al clasificar la música dentro de categorías tales como hechas por el hombre, naturales, cortas y largas. Schaeffer realizó algunas de las primeras grabaciones de música electrónica mediante el uso de tocadiscos y sonidos naturales, y cortando cintas, haciendo el primer uso de la música experimental y de cintas magnéticas.
El término ambiental se atribuye a Brian Eno, quien acuñó esta expresión para referirse a un tipo de música diferente del llamado Muzak, la «música enlatada» de los años 50. La primera grabación en la que específicamente se utiliza el término es Ambient 1: Music For Airports (1978) que inició una serie de cuatro álbumes. Frente a ésta, Eno pretende desarrollar un tipo de música que exige del oyente una escucha activa, dinámica y profunda. En los términos de este músico por ambient se entiende:

Un ambiente se define como una atmósfera, o una influencia que nos rodea: un matiz. Mi intención es producir piezas originales aparentemente (pero no exclusivamente) para momentos y situaciones particulares con el objeto de construir un pequeño pero versátil catálogo de música ambiental que encajen con toda una variedad de humores y atmósferas.

Mientras que la música enlatada les sirve a las empresas para estandarizar ambientes dejando en blanco su acústica e idiosincrasia atmosférica, la música ambient pretende potenciar estas. Mientras que la música convencional de fondo se produce para despojar de todo sentido de duda e incertidumbre (y así todo interés genuino) a la música, la música ambient retiene esas cualidades. Y mientras que su intención es «abrillantar» el entorno añadiendo estímulos al mismo (y así supuestamente aliviar el tedio de las tareas rutinarias y equilibrar los subidones y bajones naturales del propio cuerpo) la música ambient pretende inducir la calma y un espacio para pensar.

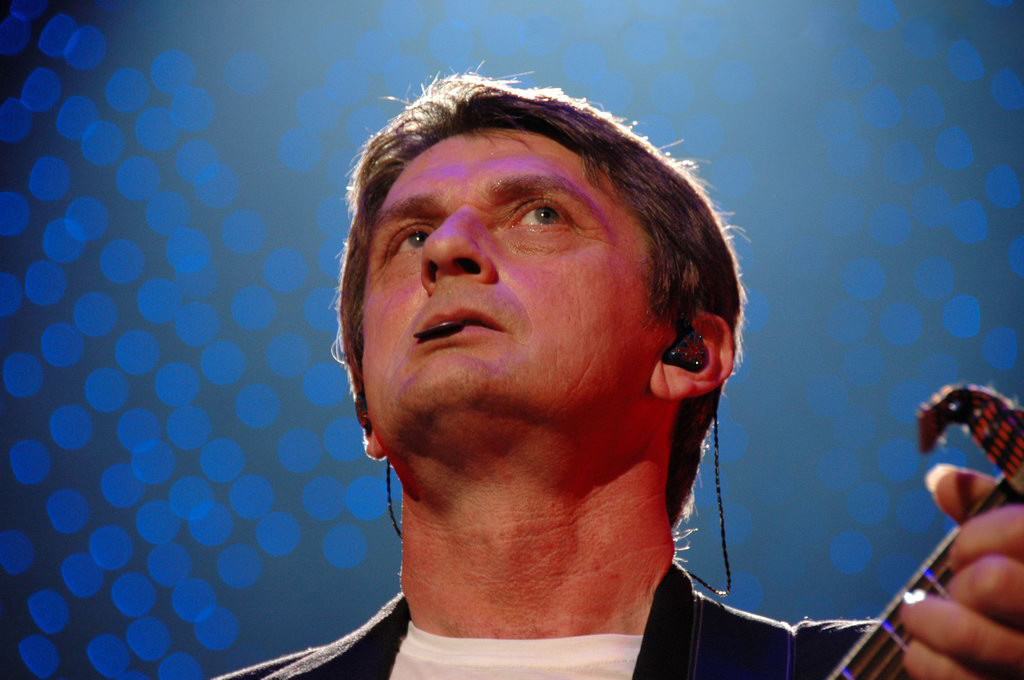
Mike Oldfield

Además de la influencia fundamental de Brian Eno, hubo otros músicos solistas que contribuyeron al desarrollo del género desde los años 70 como Wendy Carlos, Mike Oldfield, Jean Michel Jarre, Vangelis, entre otros. También grupos como Pink Floyd, Tangerine Dream y the Hafler Trio pueden mencionarse como influencias destacadas.

## Años 1990: ambient y música electrónica

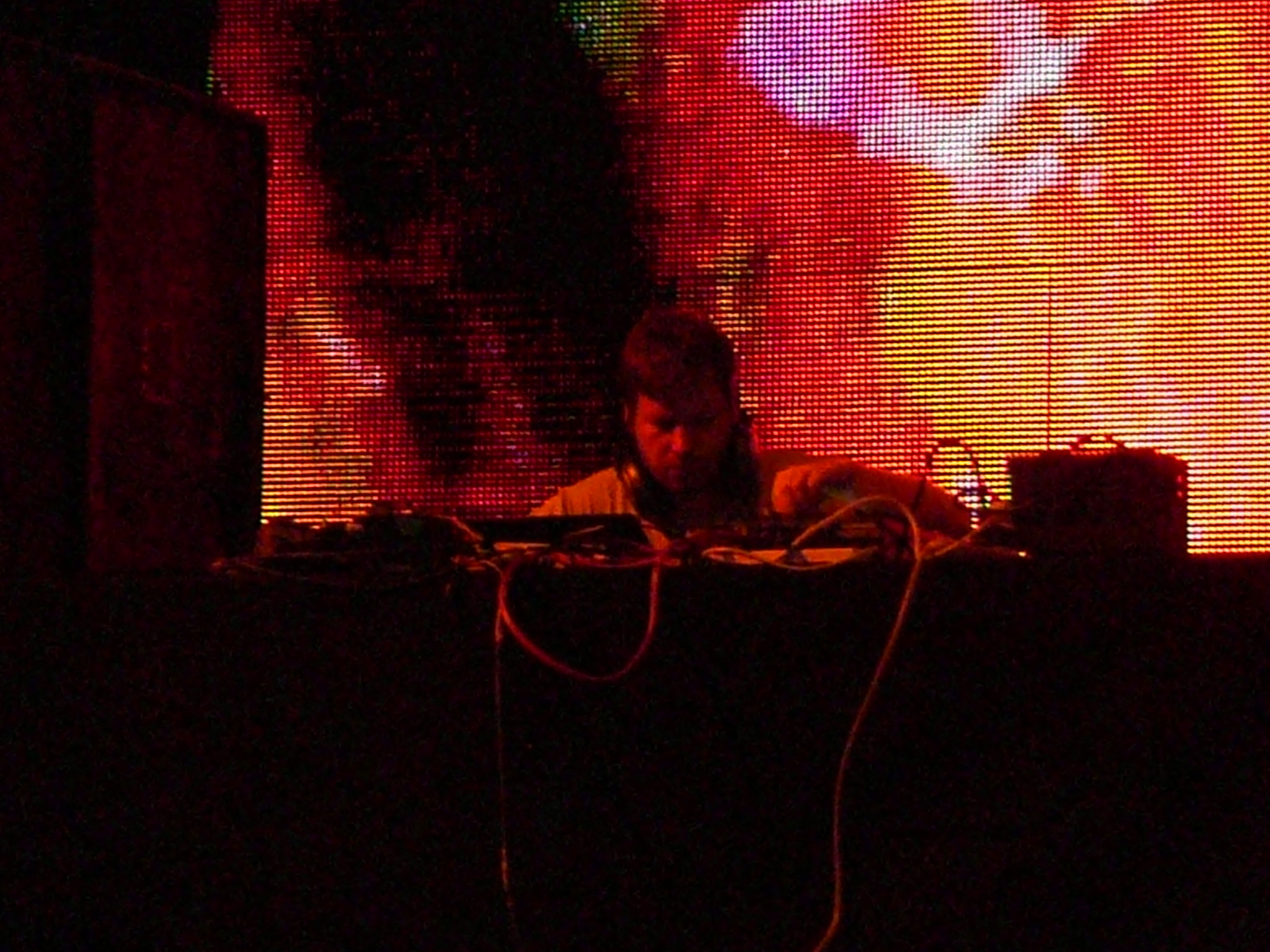
Richard D. James (Aphex Twin)

A principios de los años 1990 un grupo amplio, variado y no necesariamente vinculado entre sí de músicos de música electrónica comenzaron a introducir elementos ambientales en su música. Esta tendencia se fue acentuando progresivamente llevando a cabo no solo piezas con elementos del género sino obras que directamente se categorizaban como ambient house, ambient techno, intelligent dance music o simplemente ambiental. Aunque no es preciso que una canción esté desprovista de ritmo para considerarse ambiental, muchos de estos músicos se introdujeron en el género llevando a cabo una abstracción del techno o house que habían practicado hasta entonces, reduciendo a la mínima expresión o eliminando los elementos más reconocibles del patrón rítmico. Un tema prototipo de ambiental de la primera mitad de los 90 está basado en pads de sintetizador, en una forma que recuerda al uso que se le daba en el krautrock, incorporando al mismo tiempo toda una serie de sonidos y técnicas propias de la música de baile, como ciertos ritmos o breaks o la sonoridad típica de la música rave.

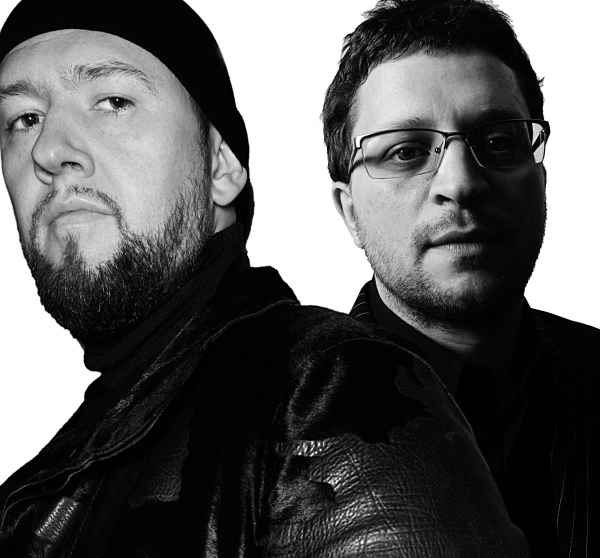
Global Communication

Al principio este tipo de música se denominó «Chill Out» término derivado de la cultura de club de principios de los 90 ligada al consumo de éxtasis. En esta época era habitual la presencia en las discotecas de un área llamada Sala Chill Out que la gente utilizaba para relajarse. En estas salas se escuchaba un tipo de música más tranquila que la de baile, con sonidos que oscilaban entre el dub y el ambiental pensados para relajar la mente. Un grupo seminal de este tipo de música es The KLF y su disco Chill Out (1990).

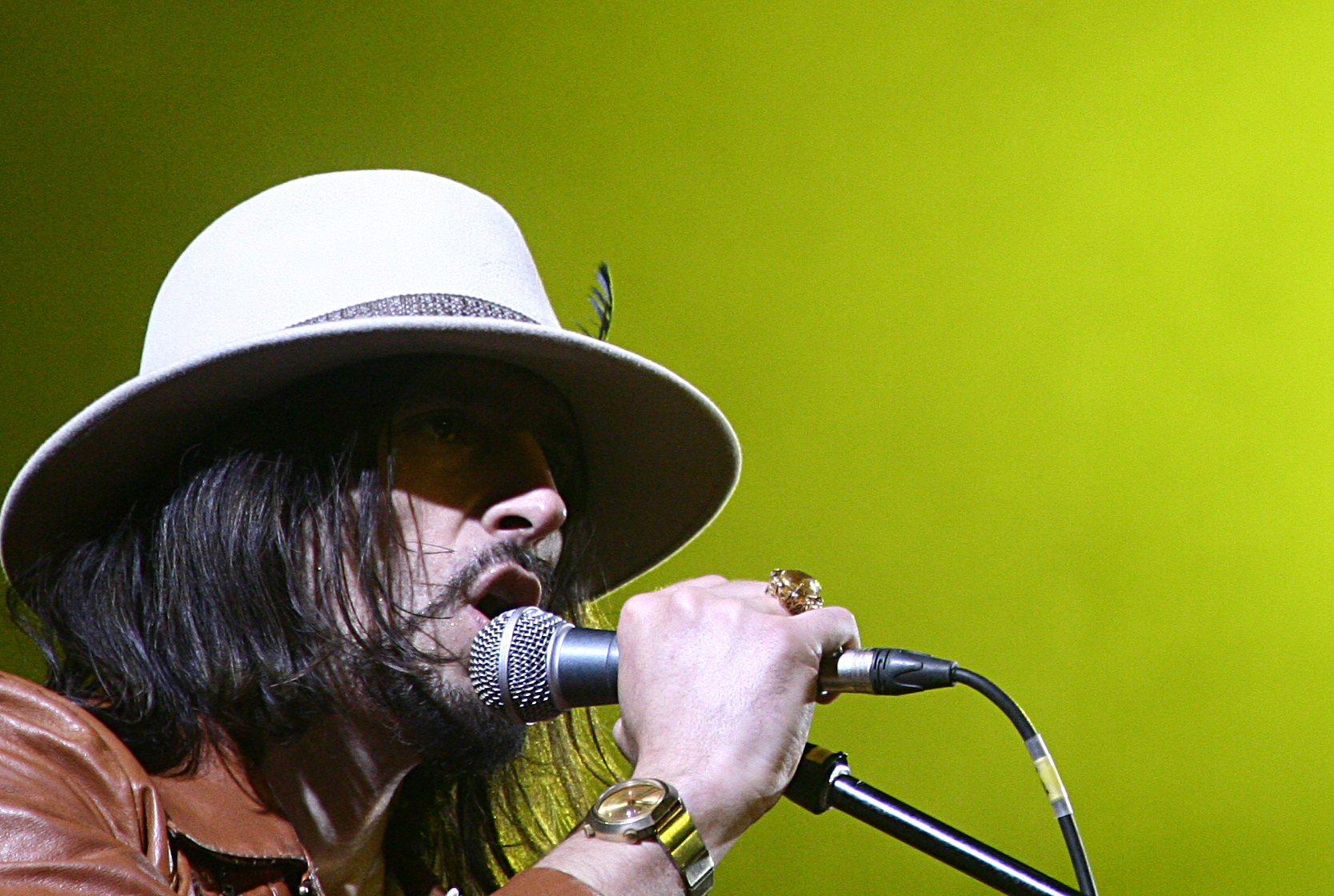
Garry Cobain (The Future Sound of London)

El ambiental lo desarrollan en esta época músicos como The Orb, Aphex Twin, Pete Namlook, James Bernard, Geir Jenssen's Biosphere o Higher Intelligence Agency. Destaca la escena que se desarrolló en Inglaterra muy ligada a la IDM. Entre los discos más representativos de ésta se encontrarían Selected Ambient Works 85-92 de Aphex Twin, 76:14 de Global Communication, Accelerator o ISDN de The Future Sound of London o la serie de publicaciones Artificial Intelligence del sello discográfico Warp Records.
Posteriormente el ambient es reelaborado y utilizado por músicos que se ubican en el campo de la experimentación electrónica pura como Pole, Mika Vainio o Ryoji Ikeda.

## Bandas sonoras
La música ambiental ha sido utilizada profusamente como música para ambientar videojuegos, espacios televisivos y películas. Algunos ejemplos son los trabajos de Brian Eno como compositor de música para películas de David Lynch o el músico electrónico Paddy Kingsland que compuso la música de la serie de televisión Doctor Who. Para retratar un mundo apocalíptico la popular trilogía de videojuegos Fallout utiliza este género musical aunque hay otros ejemplos en esta industria.

## Estilos relacionados o derivados

### Ambiental Dub

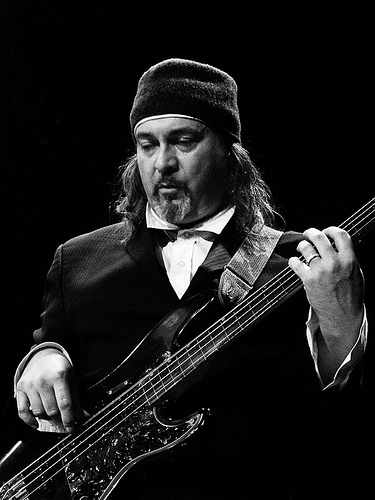
Bill Laswell

Ambiental Dub es un término acuñado por el extinto sello Beyond Records para denominar el sonido de una serie de grabaciones homónimas. El estilo se caracteriza por fusionar elementos del ambient con otros propios del dub jamaicano y se refiere a cualquier forma de ambiente rítmico que utiliza los gustos, texturas y técnicas de producción (por ejemplo, reverberación, énfasis en el bajo y la percusión o el uso intensivo de efectos). Aunque el término ha perdido su popularidad, debido a la mezcla de géneros que ha experimentado la electrónica en el siglo XXI, sigue siendo útil para demarcar las aplicaciones de dub más densas y electrónicas de los estilos más derivados del hip-hop de tiempo lento y la música de ritmo atmosférico. El artista Bill Laswell es un ejemplo de compositor e intérprete que puede categorizarse en esta denominación.

### Ambiental Orgánico

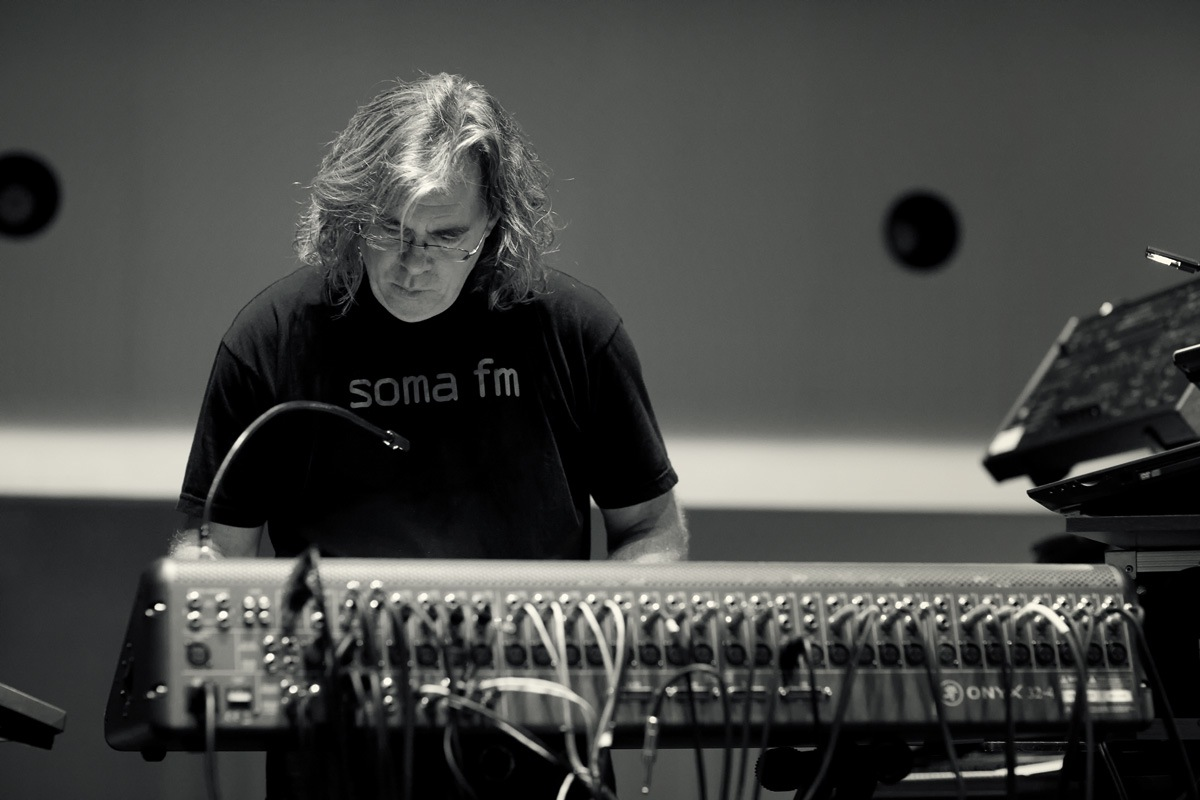
Steve Roach

El estilo denominado Ambiental Orgánico fusiona los instrumentos electrónicos habituales del género con otros instrumentos acústicos y eléctricos. Se caracteriza también por incorporar influencias de la denominada world music. La música aquí busca la armonía con el entorno natural más que la calma en una discoteca. Entre los artistas categorizados en este estilo destacan Michael Stearns, Robert Rich, Steve Roach, Spirit Hertz, Vidna Obmana, O Yuki Conjugate, Vir Unis, James Johnson, Loren Nerell, Tuu o Robert Scott Thompson.

### Dark Ambiental

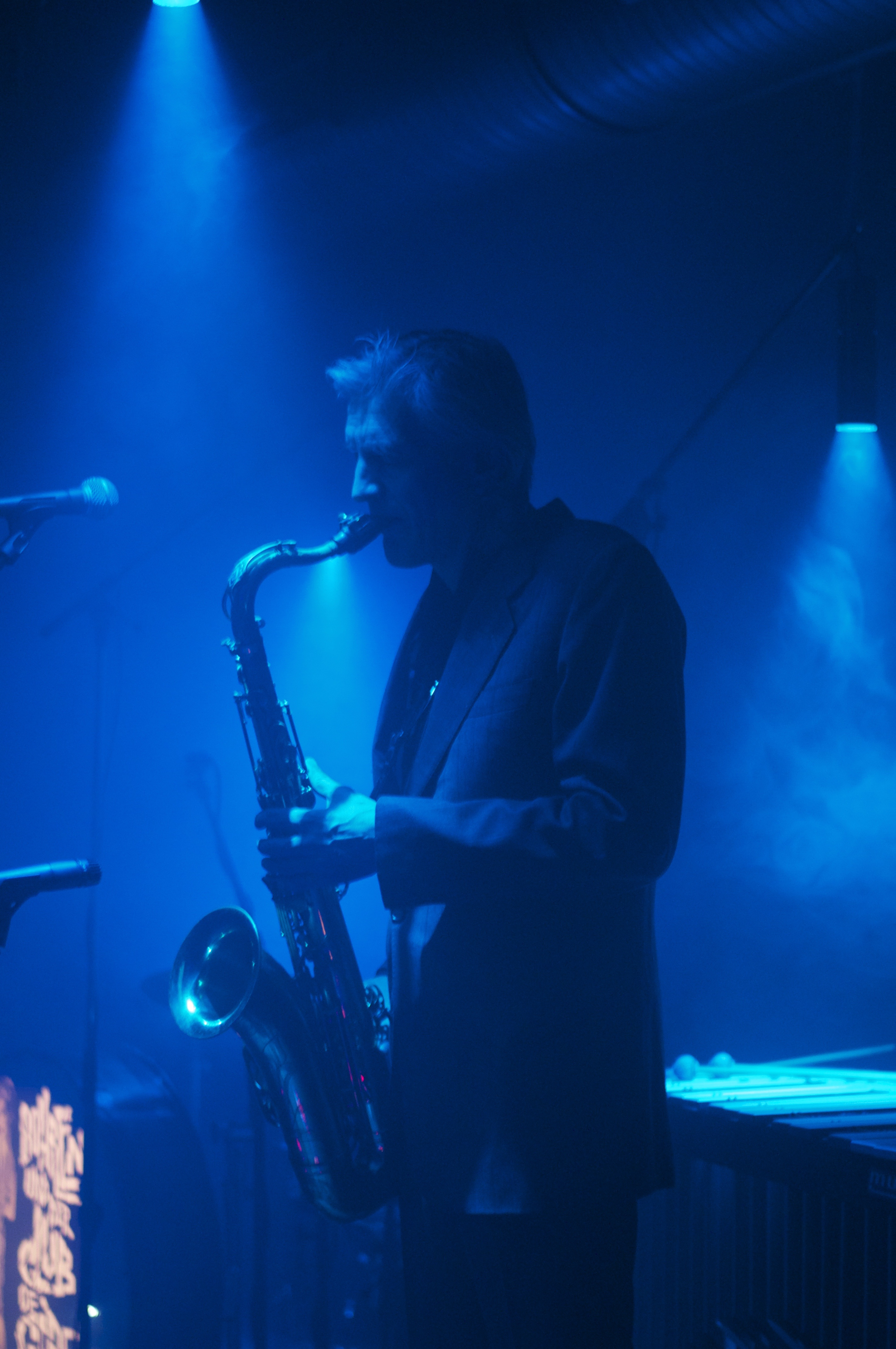
Bohren & der Club of Gore

El Dark ambiental, también denominado Ambiental Industrial, es un término general referido a cualquier tipo de música ambiental con una sensibilidad oscura (traducción de "dark"), opresiva o angustiante. Se caracteriza por presentar ritmos muy atenuados, o directamente inexistentes, a los que se añaden instrumentaciones inquietantes de teclados, muestreos desasosegantes y efectos de guitarra tratados. Como la mayoría de los estilos relacionados con la música electrónica de los años 1990 es un término impreciso y muchos artistas que lo han practicado entran o salen del género a medida que van realizando nuevas publicaciones. En la nómina de músicos que forman parte de este estilo se encuentran experimentadores industriales, artistas japoneses del ruido o roqueros independientes: Coil, CTI, Lustmord, Nine Inch Nails, Susumu Yokota, Hafler Trio, Nocturnal Emissions, Zoviet France, Scorn, PGR, Thomas Köner, Controlled Bleeding, Deutsch Nepal, False Mirror, Lull, Bohren & der Club of Gore, Cold Summer, Controlled Bleeding The Poisoner y el proyecto de colaboración entre Robert Rich y Lustmord en el álbum Stalker.

### Illbient

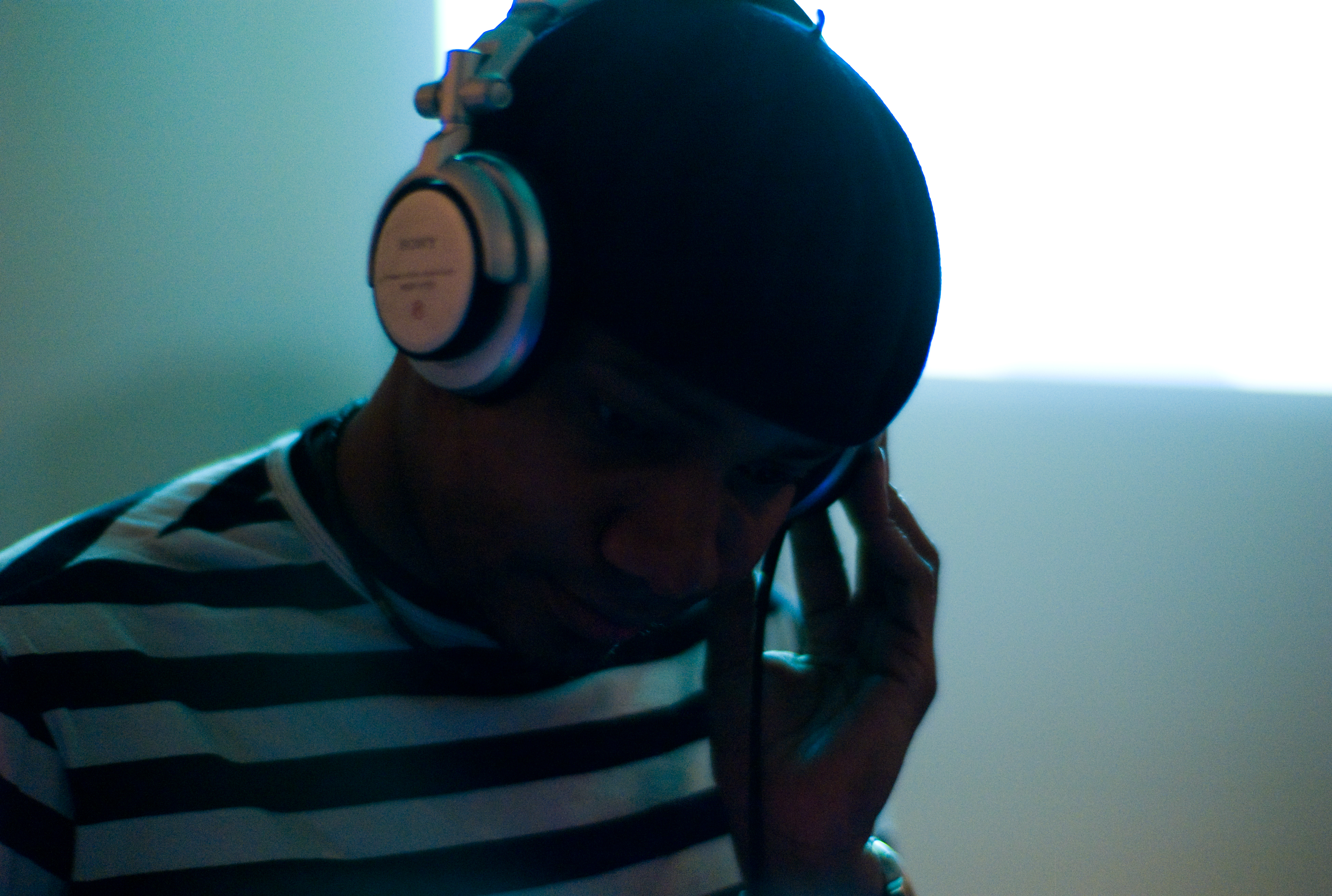
DJ Spooky

Circunscrito a la zona de Brooklyn (Nueva York, Estados Unidos), aunque existan diversas variantes del Illbient, con esta denominación se refiere a una variante del ambiental caracterizada por la utilización de paisajes sonoros basados en el dub, la utilización al estilo hip hop del sampling y un acercamiento comprensivo a la programación de ritmos que abarca diferentes estilos de world music y de música electrónica. Destacan productores como DJ Olive o DJ Spooky, quien fuera el artista que definió las reglas de este estilo.

### Ambient house
Ambient house es un calificación que se puede encontrar hacia finales de los años 1980. Se trata de un tipo de acid house que incorporaba elementos y atmósferas típicos del ambiental. El género no deja de lado el ritmo cuatro por cuatro, la voz y los sonidos de cuerda y sintetizador pero, a la vez, muestra un sonido atmosférico y envolvente. Se utilizaba para categorizar composiciones de artistas como The Orb, The KLF, Irresistible Force, Future Sound of London u Orbital, haciendo referencia a la música de baile que no iba dirigida a la pista de baile de una discoteca. Posteriormente fue reemplazado por diferentes categorizaciones y se encuentra en desuso.

### Space Music

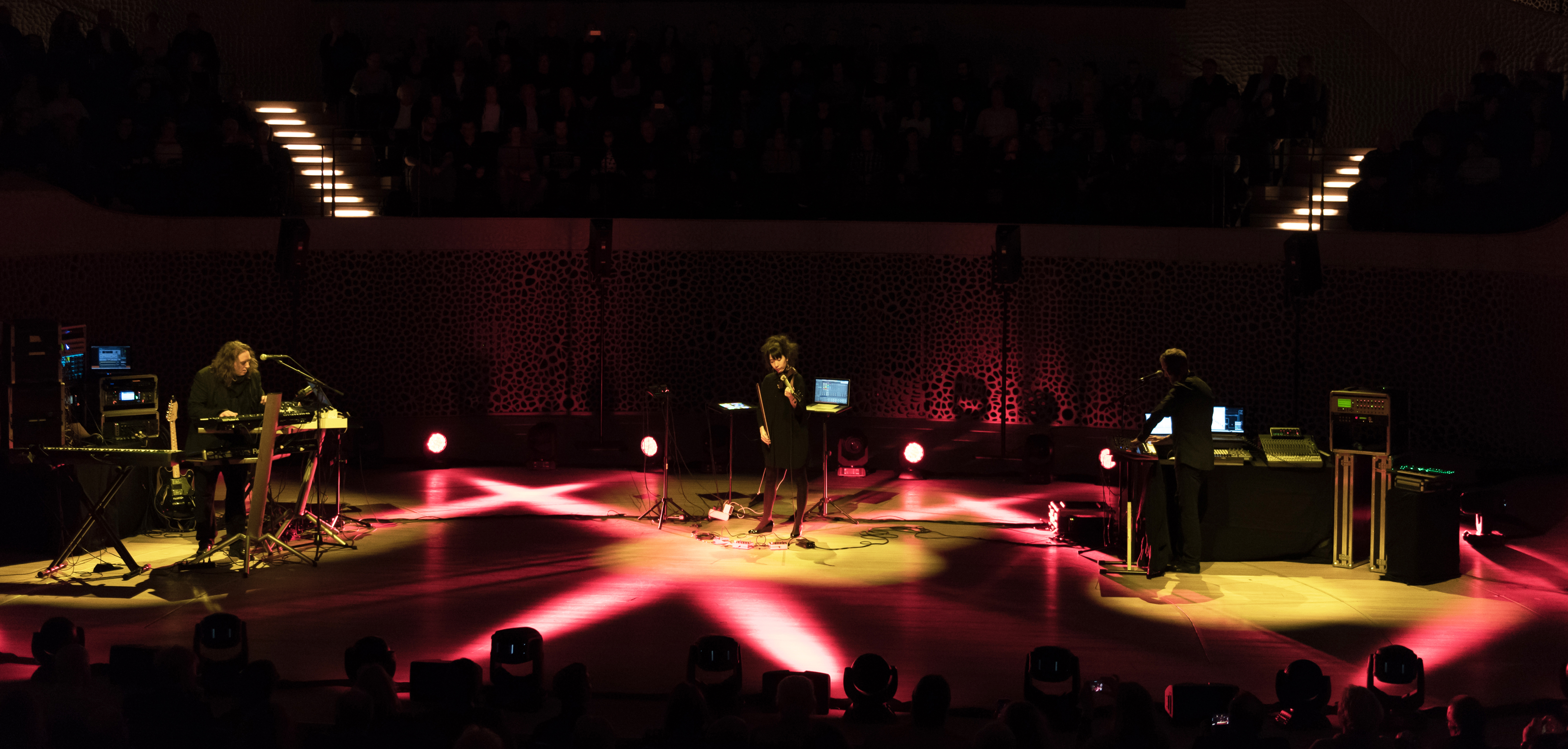
Tangerine Dream

La denominada Space Music es un tipo de música que incluye elementos tanto del ambiental como de otros géneros utilizados para crear una experiencia contemplativa. Vinculada con el easy listening, la música de ascensor y el lounge, es un término de difícil definición, ya que ha ido cambiando durante los últimos 50 años, pero usualmente se suele adjetivar como música "tranquila, hipnótica y conmovedora". Entre los artistas más notables destacan Ash Ra Tempel, Michael Stearns, Constance Demby, Enigma, Jean-Michel Jarre, Manuel Göttsching, The Cosmic Jokers, Jean Ven Robert Hal, Carbon Based Lifeforms, Peter Baumann, Robert Rich, Steve Roach, Numina, Dweller at the Threshold, Deepspace, Telomere, Jonn Serrie, Klaus Schulze, Vlisa, Tangerine Dream, Yeiker,Vangelis y Spirit Hertz.

### Ambient pop
El Ambient pop es una extensión de dream pop, que posee una forma común al pop convencional, mientras que sus texturas y atmósferas electrónicas reflejan las cualidades meditativas del ambiental. Está influenciada por las melodías de ranura de bloqueo del krautrock, pero es menos abrasiva.

### Ambiental Aislacionista
El Ambiental Aislacionista puede diferenciarse de otros tipos de ambient en su uso de la repetición, la disonancia, la microtonalidad y las armonías no resueltas para crear una sensación de desconcierto, falta de sentido y desolación. El término fue popularizado por la revista The Wire a mediados de los años 1990 y por el recopilatorio Ambiental 4: Isolationism (1994). Sin embargo se considera la publicación del álbum Permafrost (1993) de Thomas Köner, en las que se sugerían desgarrados campos de sonido helados y explosiones de baja frecuencia, el inicio de este estilo musical.

## Músicos significativos y obras en orden cronológico
| Nombre                                   | Obras significativas |
| ---------------------------------------- | --- |
| Arnold Schoenberg                        | 1909 - Fünf Orchesterstücke - III. "Farben" (Five Orchestral Pieces - III. "Colours") |
| Erik Satie                               | 1917 - Furniture music (1) 1920 - Furniture music (2) 1923 - Furniture music (3) |
| György Ligeti                            | 1961 - Atmosphères |
| Fleetwood Mac                            | 1969 - «Albatross» |
| Popol Vuh                                | 1970 - Affenstunde 1971 - In den Gärten Pharaos |
| Tangerine Dream                          | 1970 - Electronic Meditation 1971 - Alpha Centauri 1972 - Zeit 1974 - Phaedra 1975 - Rubycon 1975 - Ricochet 1976 - Stratosfear 2000 - The Seven Letters from Tibet |
| Cluster                                  | 1971 - Cluster 1972 - Cluster II 1974 - Zuckerzeit 1976 - Sowiesoso 1977 - Cluster & Eno (con Brian Eno) 1978 - After the Heat (con Brian Eno) 1979 - Grosses Wasser 1981 - Curiosum 1991 - Apropos Cluster 1995 - One Hour |
| Wendy Carlos                             | 1972 - Sonic Seasonings |
| Klaus Schulze                            | 1972 - Irrlicht 1973 - Cyborg 1974 - Blackdance 1975 - Timewind 1976 - Moondawn 1977 - Mirage 1977 - Body Love Vol. 2 1978 - X 1979 - Dune 1995 - In Blue — Con Pete Namlook: 1994 - Dark Side of the Moog I - Wish you were there 1994 - Dark Side of the Moog II - A saucerful of ambience 2002 - Dark Side of the Moog IX - Set the controls for the heart of the mother 2005 - Dark Side of the Moog X - Astro know me domina                                                                                                  |
| Can                                      | 1973 - Future Days 1974 - Soon Over Babaluma |
| Gong                                     | 1973 - Flying Teapot 1974 - You |
| Robert Fripp & Brian Eno                 | 1973 - No Pussyfooting 1975 - Evening Star 2005 - The Equatorial Stars |
| Kraftwerk                                | 1975 - Radio-Activity |
| Harmonia                                 | 1974 - Musik Von Harmonia 1997 - Tracks and Traces |
| Neu!                                     | 1975 - Neu! '75 |
| Brian Eno                                | 1975 - Another Green World 1975 - Discreet Music 1978 - Ambient 1: Music for Airports 1980 - Fourth World, Vol. 1: Possible Musics (con Jon Hassell) 1980 - Ambient 2: The Plateaux Of Mirror (con Harold Budd) 1980 - Ambient 3: Day Of Radiance (con Laraaji) 1982 - Ambient 4: On Land 1983 - Apollo: Atmospheres and Soundtracks 1985 - Thursday Afternoon 1992 - The Shutov Assembly 1993 - Neroli |
| Jean Michel Jarre                        | 1976 - Oxygène 1978 - Équinoxe 1981 - Magnetic Fields 1990 - Waiting for Cousteau 2001 - Interior Music 2002 - Sessions 2000 2003 - Geometry of Love |
| Chuck Hammer                             | 1977 - Guitarchitecture |
| Harold Budd                              | 1978 - The Pavilion of Dreams (1972–1975, grabado en 1976) 1980 - Ambient 2: The Plateaux of Mirror (con Brian Eno) 1984 - The Pearl (con Brian Eno) 1986 - Lovely Thunder 1988 - The White Arcades 2000 - The Room |
| Michael Stearns                          | 1978 - Ancient Leaves 1979 - Morning Jewel 1981 - Planetary Unfolding 1983 - Lyra Sound Constellation 1984 - M'Ocean 1988 - Encounter 2000 - Within |
| Earthstar                                | 1978 - Salterbarty Tales 1981 - Atomkraft? Nein, Danke! 1982 - Humans Only |
| Robert Fripp                             | 1981 - Let The Power Fall 1998 - Gates Of Paradise |
| Robert Rich                              | 1982 - Sunyata 1983 - Trances 1983 - Drones 1987 - Numena 1992 - Soma (con Steve Roach) 1997 - Fissures 2001 - Somnium |
| Steve Roach                              | 1984 - Structures from Silence 1988 - Quiet Music 1988 - Dreamtime Return 1993 - Origins 1994 - Artifacts 1996 - The Magnificent Void 2000 - Early Man 2003 - Mystic Chords & Sacred Spaces |
| Coil                                     | 1984 - How to Destroy Angels 1998 - Time Machines |
| Erik Wøllo                               | 1985 - Traces 1986 - Silver Beach 1990 - Images of Light 1992 - Solstice 1996 - Transit 1998 - Guitar Nova 2001 - Wind Journey 2003 - Emotional Landscapes 2003 - The Polar Drones 2004 - Blue Sky, Red Guitars 2007 - Elevations |
| Hirokazu Tanaka                          | 1986 - Metroid |
| The KLF                                  | 1990 - Chill Out |
| Enigma                                   | 1990 - MCMXC A.D. 2006 - A Posteriori |
| The Orb                                  | 1991 - The Orb's Adventures Beyond the Ultraworld 1992 - U.F.Orb |
| Biosphere                                | 1992 - Microgravity 1994 - Patashnik 1996 - Polar Sequences (con Higher Intelligence Agency) 1997 - Insomnia 1997 - Substrata 1998 - Nordheim Transformed (con Deathprod) 2000 - Birmingham Frequencies (con Higher Intelligence Agency) 2000 - Cirque 2002 - Shenzhou 2004 - Autour de la Lune 2006 - Dropsonde |
| Aphex Twin                               | 1992 - Selected Ambient Works 85-92 1994 - Selected Ambient Works Volume II 2001 - drukQs |
| Nine Inch Nails                          | 2008 - Ghosts I–IV |
| Pete Namlook                             | 1992 - Silence I 1993 - Air I 1994 - Air II 1996 - Outland 2 (con Bill Laswell) 1996 - The Fires of Ork (con Geir Jensen de Biosphere) |
| Lull                                     | 1992 - Dreamt About Dreaming 1993 - Journey Through Underworlds 1994 - Cold Summer 1996 - Continue 1997 - Way Through Staring 1998 - Moments 2003 - They're Coming Out Of The Walls 2008 - Like A Slow River |
| Moby aka Voodoo Child                    | 1993 - Ambient 1996 - The End of Everything (como Voodoo Child) 2005 - Hotel: Ambient (Disc Two) (edición limitada solamente) 2009 - Wait for Me |
| Beat Cairo                               | 1993 - Luna Mix 1994 - Caer en la Tentación 2006 - Retrospective 2007 - In the Plasma 2009 - Metamorphosis 2012 - Spectrum 2017 - Men In Work 2020 - Watercolor |
| The Fireman (Paul McCartney y Youth)     | 1993 - Strawberries Oceans Ships Forest 1998 - Rushes 2008 - Electric Arguments |
| Neptune Towers (Gylve Nagell aka Fenriz) | 1994 - Caravans to Empire Algol 1995 - Transmissions from Empire Algol |
| Kenji Yamamoto                           | 1994 - Super Metroid |
| Global Communication                     | 1994 - 76:14 |
| The Future Sound of London               | 1994 - Lifeforms |
| Philip Cashian                           | 1995 - Landscape |
| Alpha Wave Movement                      | 1995 - Transcendence 2000 - Drifted Into Deeper Lands |
| Burzum (Varg Vikernes)                   | 1996 - Filosofem (canciones 4 a 6) 1997 - Dauði Baldrs (Balder's Død) 1999 - Hliðskjálf 2013 - Sôl austan, Mâni vestan |
| Stars of the Lid                         | 1996 - Gravitational Pull vs. the Desire for an Aquatic Life 1997 - The Ballasted Orchestra 1998 - Per Aspera Ad Astra 1999 - Avec Laudenum 2001 - The Tired Sounds of Stars of the Lid 2007 - Stars of the Lid and Their Refinement of the Decline |
| Robert Scott Thompson                    | 1996 - The Silent Shore 1998 - Frontier 2002 - Sidereal 2005 - At the Still Point of the Turning World 2008 - Frozen Light |
| Oöphoi                                   | 1996 - Static Soundscapes: Three Lights at the End of the World 1998 - Behind The Wall Of Sleep 1998 - Night Currents 1998 - The Spirals of Time 2000 - Mare Vaporum 2001 - Mare Tarnquillitatis 2002 - Athlit 2002 - Bardo 2003 - Mare Imbrium 2003 - The Dreams of Shells 2003 - The Rustling of Leaves 2004 - Dreams 2004 - Three Lights at the End of the World 2005 - Hymns to a Silent Sky 2005 - Signals from the Great Beyond 2006 - Amnios 2006 - Aquos - The Complete Drones 2007 - Arpe Di Sabbia 2008 - An Aerial View |
| Boards of Canada                         | 1998 - Music Has the Right to Children 2002 - Geogaddi 2005 - The Campfire Headphase 2013 - Tommorrow's Harvest |
| Richard Bone                             | 1998 - The Spectral Ships 1999 - Ether Dome |
| Marvin Ayres                             | 1999 - Cellosphere 2002 - Neptune |
| Radiohead                                | 2000 - Kid A - «Treefingers» |
| William Basinski                         | 2002 - The River 2002 - The Disintegration Loops I 2003 - The Disintegration Loops II 2003 - The Disintegration Loops III 2003 - The Disintegration Loops IV |
| Locust Toybox                            | 2003 - Dead Wasps 2004 - A Kettle Of Wealth 2005 - Scribble Beats 2006 - Mangled Tape Memories 2007 - Felt Crayons 2009 - Inkbrush 2011 - Noon 2014 - Stringland 2015 - Lost Pop EP 2017 - Drownscapes 2019 - The Eyelid Recording |
| Alejandro Miniaci                        | 2010 - Música para Iglesias / 2019 "The Future of This World" |
| Yeiker                                   | 2017 - Astral Pilot |
| Jorge González                           | 2018 - Manchitas |
| Juan Acevedo / Two Pad Amaru             | 1998 - One Step Incidental Art 2000 - Ambient Imaginey Music 2010 - Zensum - Sensopereceptive Ambient Sound 2017 - Zensorium - Todo Tiene Zentido 2018 - Zensorium - Awaken 2019 - Zenzorium - Desierto - One Step Project (Biosound Holofonic Ambient Immersiom Experience) |
| Reaktor 51                               | 2022 - Suicide |